# Погост (Ракульское сельское поселение)
Погост — деревня в Холмогорском районе Архангельской области.

## География
Находится в центральной части Архангельской области на расстоянии приблизительно 46 км на юг по прямой от административного центра района села Холмогоры на правобережье реки Северная Двина.

## История
Упоминается с 1137 года. Здесь размещался Ракульский погост, ныне находятся церкви Воскресенская (недействующая, 1766 года постройки) и Покровская (ныне разрушена). До 2022 года входила в Ракульское сельское поселение до его упразднения.

## Население
Численность населения: 7 человек (русские 100 %) в 2002 году, 1 в 2010.